# التدبيس الجراحي

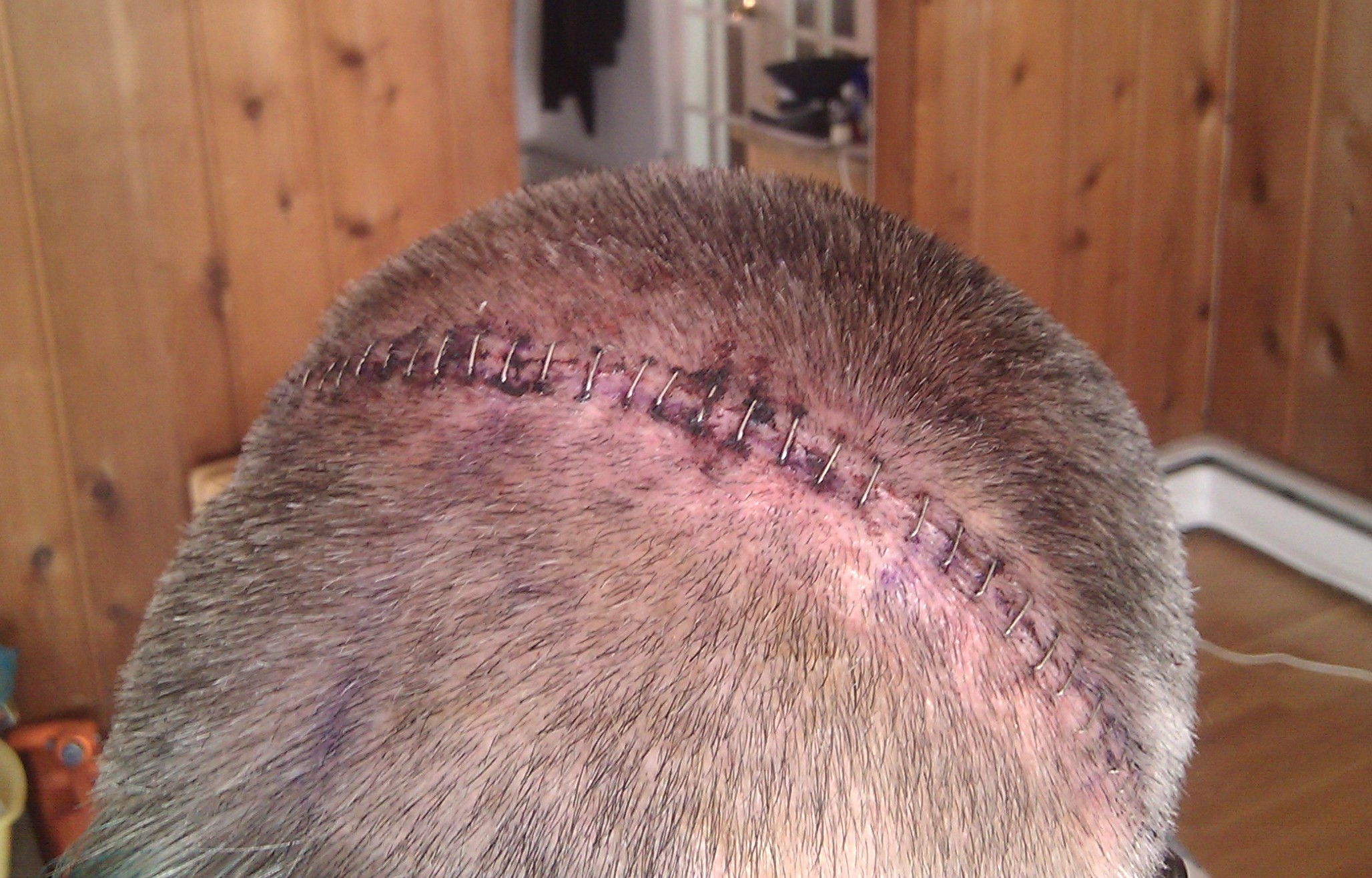
34 دبابيس جراحية تغلق فروة الرأس بعد حج القحف

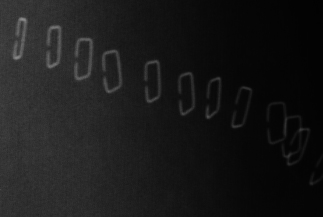
صورة شعاعية إسقاطية للدبابيس الجراحية

الدبابيس الجراحية هي دبابيس خاصة تستخدم في الجراحة بدلاً من الغرز لإغلاق الجروح الجلدية أو توصيل أو إزالة أجزاء من الأمعاء أو الرئتين. يؤدي استخدام الدبابيس فوق الخيوط الجراحية إلى تقليل الاستجابة الموضعية للالتهاب واتساع الجرح ويستغرق وقت للإغلاق.
في الآونة الأخيرة من التسعينيات، كان يستخدم مشابك بدلاً من الدبابيس لبعض الاستعمالات؛ وهذا لا يتطلب اختراق الدبوس.

## التاريخ
كان  الجراح الهنغاري هوير هولتل{ وكما يدعى «أب التدبيس الجراحي» هو من ابتكر هذه التقنية. تزن دباسة هولتل النموذج الأولي لعام 1908 8 أرطال (3.6 كجم)، وتطلبت ساعتين لتجميعها وتحميلها.
تم تحسين هذه التقنية في الخمسينيات من القرن الماضي في الاتحاد السوفيتي، مما سمح بأول منتج تجاري قابل للإعادة استخدام أجهزة تدبيس لإنشاء مفاغرة الأمعاء والأوعية الدموية. أحضر مارك إم رافيتش عينة من جهاز التدبيس بعد حضوره المؤتمر الجراحي في اتحاد الجمهوريات الاشتراكية السوفياتية، وقدمها إلى رائد الأعمال ليون سي هيرش، الذي أسس شركة الولايات المتحدة الجراحية عام 1964 لتصنيع دباسات جراحية تحت علامتها التجارية ""Auto Suture. حتى أواخر السبعينيات من القرن الماضي، كان لدى USSC السوق بشكل أساسي لنفسها، ولكن في عام 1977 دخلت العلامة التجارية Ethicon التابعة لجونسون آند جونسون السوق واليوم يتم استخدام كلاهما على نطاق واسع، إلى جانب المنافسين من الشرق الأقصى. تم شراء USSC بواسطة Tyco الرعاية الصحية في عام 1998، والتي أصبحت كوفيديان في 29 يونيو 2007.
تمت دراسة سلامة وسلاح مفاغرة الأمعاء الميكانيكية (التدبيس) على نطاق واسع. عادة ما يكون الحال في مثل هذه الدراسات أن المفاغرة المخيطة إما قابلة للمقارنة أو أقل عرضة للتسرب. من المحتمل أن يكون هذا نتيجة التطورات الحديثة في تقنية خياطة الجروح، جنبًا إلى جنب مع الممارسة الجراحية الواعية بالمخاطر المتزايدة. من المؤكد أن الغرز الاصطناعية الحديثة أكثر قابلية للتنبؤ وأقل عرضة للعدوى من خيوط القط والحرير والكتان، والتي كانت مواد الخياطة الرئيسية المستخدمة حتى التسعينيات.
تتمثل إحدى السمات الرئيسية للدباسات المعوية في أن حواف الدباسة تعمل بمثابة مرقق، حيث تضغط على حواف الجرح وتغلق الأوعية الدموية أثناء عملية التدبيس. أظهرت الدراسات الحديثة أنه مع تقنيات الخياطة الحالية لا يوجد فرق كبير في النتيجة بين خياطة يدوية ومفاغرة ميكانيكية (بما في ذلك المشابك)، ولكن مفاغرة ميكانيكية أسرع بكثير في الأداء.
في المرضى الذين يخضعون لعمليات الاستئصال الرئوي حيث يتم إغلاق أنسجة الرئة بكباسات، غالبًا ما يكون هناك تسرب للهواء بعد الجراحة. يتم حاليًا التحقيق في التقنيات البديلة لختم أنسجة الرئة

## أنواع وتطبيقات

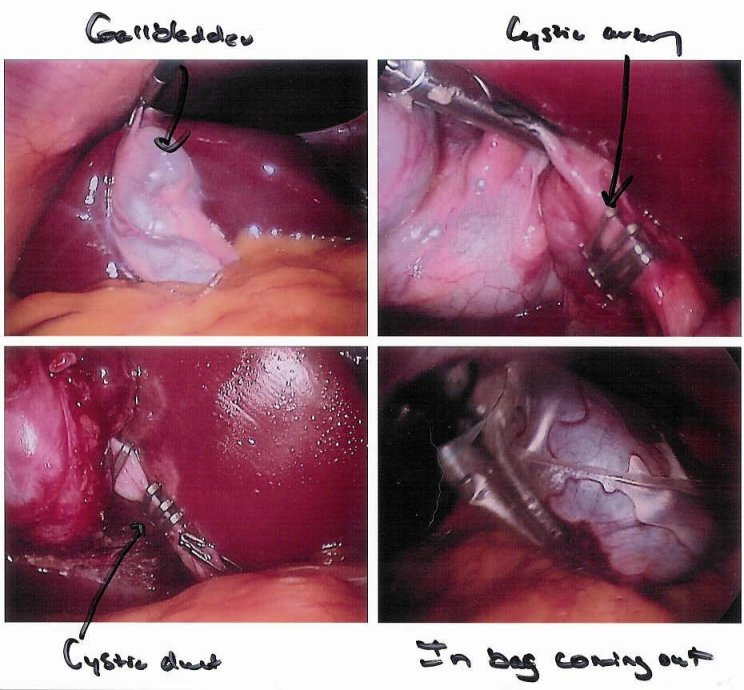
استئصال المرارة بالمنظار.

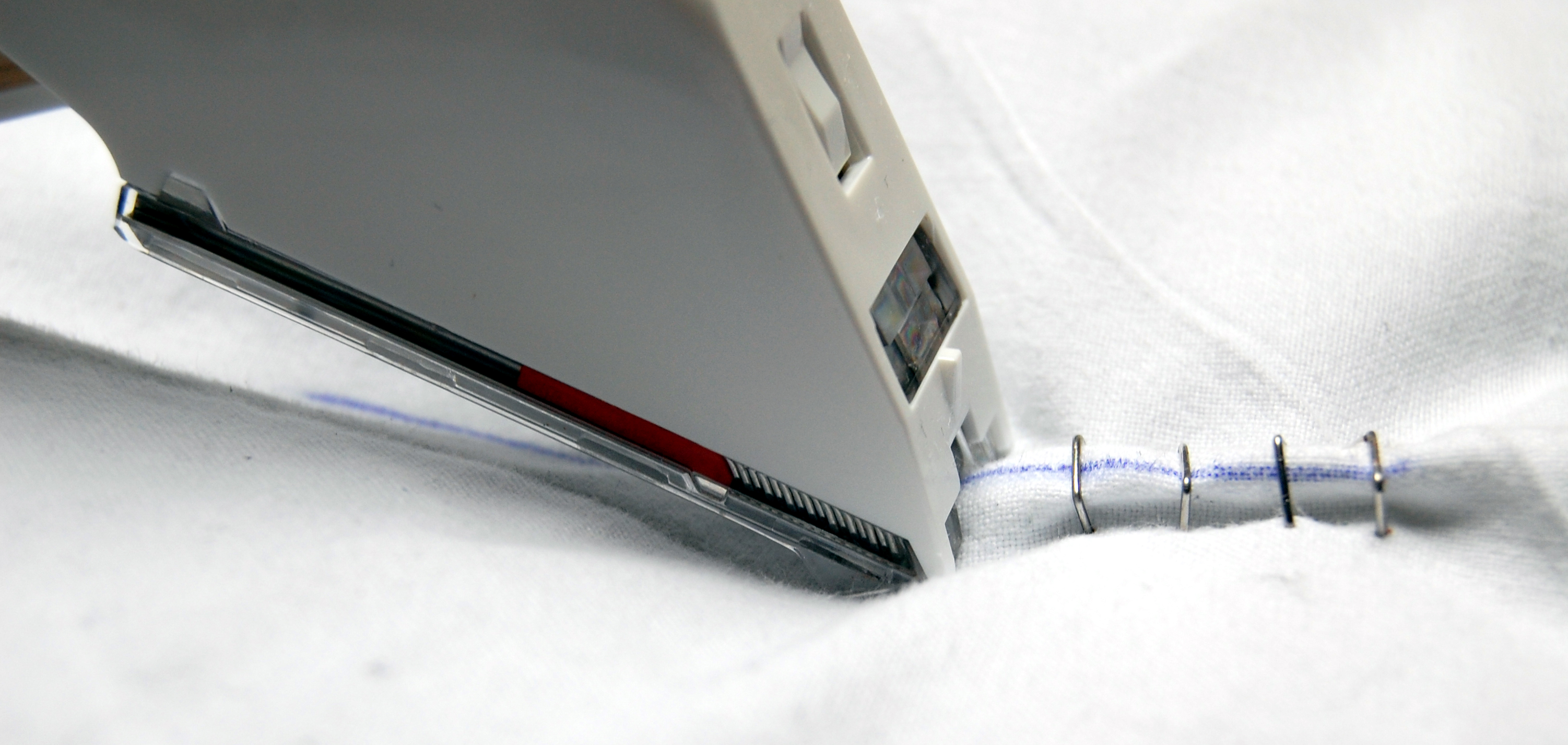
عرض عن قرب لدباسة جلد جراحية.

الدباسات الجراحية الحديثة يمكن التخلص منها ومصنوعة من البلاستيك، أو قابلة لإعادة الاستخدام ومصنوعة من الفولاذ المقاوم للصدأ. يتم تحميل كلا النوعين بشكل عام باستخدام خراطيش يمكن التخلص منها
قد يكون الخط الأساسي مستقيمًا أو منحنيًا أو دائريًا. تستخدم الدباسات الدائرية في المفاغرة من طرف إلى طرف بعد استئصال الأمعاء أو، بطريقة أكثر إثارة للجدل، في جراحة المريء المعدي. يمكن استخدام الأدوات في الجراحة المفتوحة أو بالمنظار، وتستخدم أدوات مختلفة لكل تطبيق. دباسات التنظير البطني أطول وأرق وقد تكون مفصلية للسماح بالوصول من عدد محدود من منافذ المبازل.
تشتمل بعض الدباسات على سكين لإكمال الختان والتفاغرة في عملية واحدة. تستخدم الكباسات لإغلاق الجروح الداخلية والجلدية. عادةً ما يتم وضع دبابيس الجلد باستخدام دباسة يمكن التخلص منها، ويتم إزالتها بمزيل دبابيس متخصص. تُستخدم الدباسات أيضًا في جراحة رأب المعدة ذات النطاقات الرأسية (المعروفة باسم «تدبيس المعدة»)

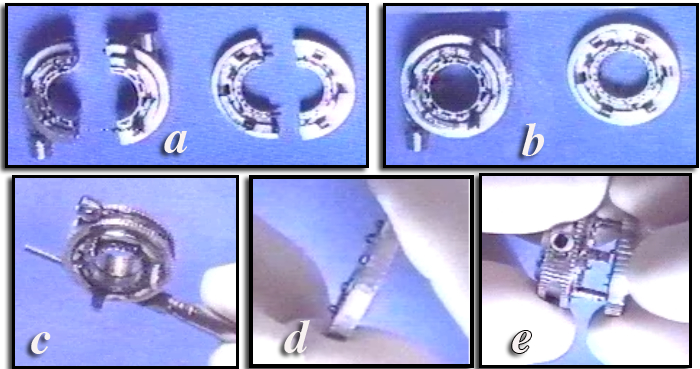
دباسة الأوعية الدموية لتقليل نقص التروية الدافئة في زراعة الأعضاء. باستخدام هذا النموذج ، يمكن تثبيت كل طرف من أطراف الدباسة على المتبرع والمتلقي بواسطة فرق جراحية مستقلة دون الاهتمام بالتوجيه المتبادل ، حيث يكون أقصى قدر ممكن من التواء محور الأوعية الدموية أقل من 30 درجة. تنشيط سلك التوجيه متصل مباشرة قبل إطلاق [http://www.fondazionecarrel.org/carrel/vasc/files/stapler/stapler.htm (فيديو)

في حين أن أجهزة المفاغرة الدائرية من طرف إلى طرف في الجهاز الهضمي تُستخدم على نطاق واسع، على الرغم من البحث المكثف      لم يكن للدباسات الدائرية لمفاغرة الأوعية الدموية أي تأثير كبير حتى الآن على اليد القياسية تقنية (كاريل) للخياطة. بصرف النظر عن الطريقة المختلفة لاقتران الأوعية الدموية (المقلوبة) فيما يتعلق بالجذوع الهضمية (المقلوبة)، يمكن أن يكون السبب الأساسي الرئيسي، خاصة بالنسبة للأوعية الصغيرة، أن الدقة اليدوية والدقة اللازمتين فقط للوضع على جذوع الأوعية الدموية وعمل أي جهاز لا يمكن أن تكون أقل شأناً بكثير من تلك المطلوبة لإجراء خياطة يدوية قياسية، ثم الاستفادة قليلاً من استخدام أي جهاز. ومع ذلك، يمكن أن يكون الاستثناء من ذلك هو زرع الأعضاء حيث يمكن إجراء هاتين المرحلتين، وضع الجهاز في جذوع الأوعية الدموية وعمل الجهاز، في أوقات مختلفة، بواسطة فريق جراحي مختلف، في ظروف آمنة عندما لا يؤثر الوقت المطلوب على الحفاظ على الأعضاء المانحة، أي على الطاولة الخلفية في حالة إقفار بارد للعضو المتبرع وبعد إزالة العضو الأصلي في المتلقي. يتم وضع اللمسات الأخيرة على هذا لجعل مرحلة إقفار الدم الحار الخطيرة لأعضاء المتبرع موجزة قدر الإمكان والتي يمكن احتواؤها في دقيقتين أو أقل ضرورية فقط لتوصيل أطراف الجهاز وتشغيل الدباسة.
على الرغم من أن معظم دبابيس الجراحة مصنوعة من التيتانيوم، إلا أن الفولاذ المقاوم للصدأ يستخدم في كثير من الأحيان في بعض دبابيس ومشابك الجلد. ينتج التيتانيوم تفاعلًا أقل مع الجهاز المناعي، ولأنه غير حديدي، فإنه لا يتداخل بشكل كبير مع أجهزة التصوير بالرنين المغناطيسي، على الرغم من أن بعض آثار التصوير قد ينتج عنها. كما أصبحت المواد الغذائية الاصطناعية القابلة للامتصاص (القابلة للامتصاص الحيوي) متاحة الآن، بناءً على حمض البولي جليكوليك، كما هو الحال مع العديد من الخيوط الاصطناعية القابلة للامتصاص.

## إزالة دبابيس الجلد
عند استخدام دبابيس الجلد لإغلاق جرح جلدي، سيكون من الضروري إزالة الدبابيس بعد فترة شفاء مناسبة، عادة تتراوح بين 5 إلى 10 أيام، اعتمادًا على مكان الجرح وعوامل أخرى. مزيل دبابيس الجلد عبارة عن جهاز يدوي صغير يتكون من حذاء أو لوح ضيق ورقيق بدرجة كافية لإدخاله تحت دبابيس الجلد. الجزء النشط عبارة عن شفرة صغيرة، عند ممارسة الضغط اليدوي، تدفع الدعامة لأسفل عبر فتحة في الحذاء، مما يؤدي إلى تشويه الدعامة إلى شكل حرف "M" لتسهيل إزالتها. في حالات الطوارئ، من الممكن إزالة الدبابيس باستخدام ملقط الشريان. يتم تصنيع مزيلات دبابيس الجلد في العديد من الأشكال والأشكال،  بعضها يمكن التخلص منه والبعض الآخر يمكن إعادة استخدامه.